# Publio Cornelio Coso (tribuno consular 395 a. C.)
Publio Cornelio Coso  fue un político y militar romano del siglo IV a. C. perteneciente a la gens Cornelia.

## Familia
Coso fue miembro de los Cornelios Cosos, una de las primeras ramas familiares patricias de la gens Cornelia. Fue hijo del tribuno consular Publio Cornelio Coso.

## Tribunado consular
Ocupó el tribunado consular en el año 395 a. C. Condujo, junto con sus colegas Publio Cornelio Escipión y Quinto Servilio Fidenas, la guerra contra los faliscos, en la que se dedicaron a saquear el campo y confiscar las cosechas. Así consiguieron la rendición de los capenates.
Al año siguiente, Tito Livio escribe que fue elegido tribuno consular un Publio Cornelio por segunda vez que podría ser él mismo.